# Szałaży
Szałaży (ros. Шалажи) – wieś w Rosji, w Czeczenii, w rejonie urus-martanowskim. W 2010 liczyła 4998 mieszkańców.